# Virtual International Authority File
El Virtual International Authority File o VIAF és un registre d'autoritats d'abast internacional, dissenyat per poder accedir als principals fitxers de noms i autors en l'alfabet i la llengua preferits per cada usuari.
Es tracta d'un projecte conjunt de diverses Biblioteques Nacionals i és operat per l'Online Computer Library Center (OCLC). El projecte va ser iniciat per la Biblioteca Nacional d'Alemanya i la Biblioteca del Congrés dels Estats Units. Amb més de vint milions de fitxes (el 2012), és la base de dades creuades del núvol informàtic més important, també per la seva integració amb Viquipèdia.
La finalitat és la d'enllaçar tots els fitxers nacionals d'autoritats (com la base de dades normativa alemanya Gemeinsame Normdatei (GND) i d'altres en un únic fitxer mundial d'autoritats en línia. En aquest fitxer, els registres idèntics de diferents dades són enllaçats. Cada registre VIAF té un únic codi estàndard que fa referència als registres originals de cada autoritat. També conté informació addicional sobre les obres escrites sobre aquesta autoritat. Totes les dades són disponibles en línia per a facilitar la recerca i l'intercanvi de dades. Per als autors de l'àmbit de parla català, s'hi incorporen les dades del Catàleg d'autoritats de noms i títols de Catalunya (Càntic).
A la península Ibèrica hi col·laboren la Biblioteca de Catalunya, la Biblioteca Nacional de Portugal i la Biblioteca Nacional d'Espanya.